# Elia Luini

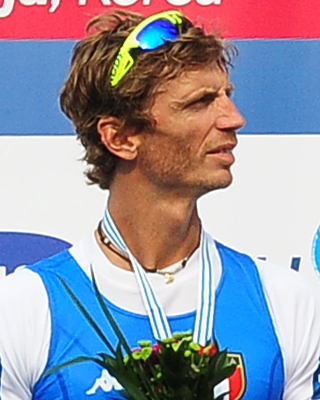

Elia Luini, född den 23 juni 1979 i Gavirate i Italien, är en italiensk roddare.
Han tog OS-silver i lättvikts-dubbelsculler i samband med de olympiska roddtävlingarna 2000 i Sydney.